# Ambalanirana
Ambalanirana is een plaats en gemeente in Madagaskar gelegen in het district Tsiroanomandidy van de regio Bongolava. Er woonden bij de volkstelling in 2001 ongeveer 19.000 mensen.
In de plaats is basisonderwijs en voortgezet onderwijs voor jonge kinderen beschikbaar. 60% van de bevolking is landbouwer en 37% houdt zich bezig met de veeteelt. Het belangrijkste gewas is rijst, maar er wordt ook suikerriet, mais en cassave verbouwd. 1% van de bevolking is werkzaam in de dienstensector en ten slotte voorziet 2% van de bevolking in levensonderhoud via de visserij.